# Richard Curtis

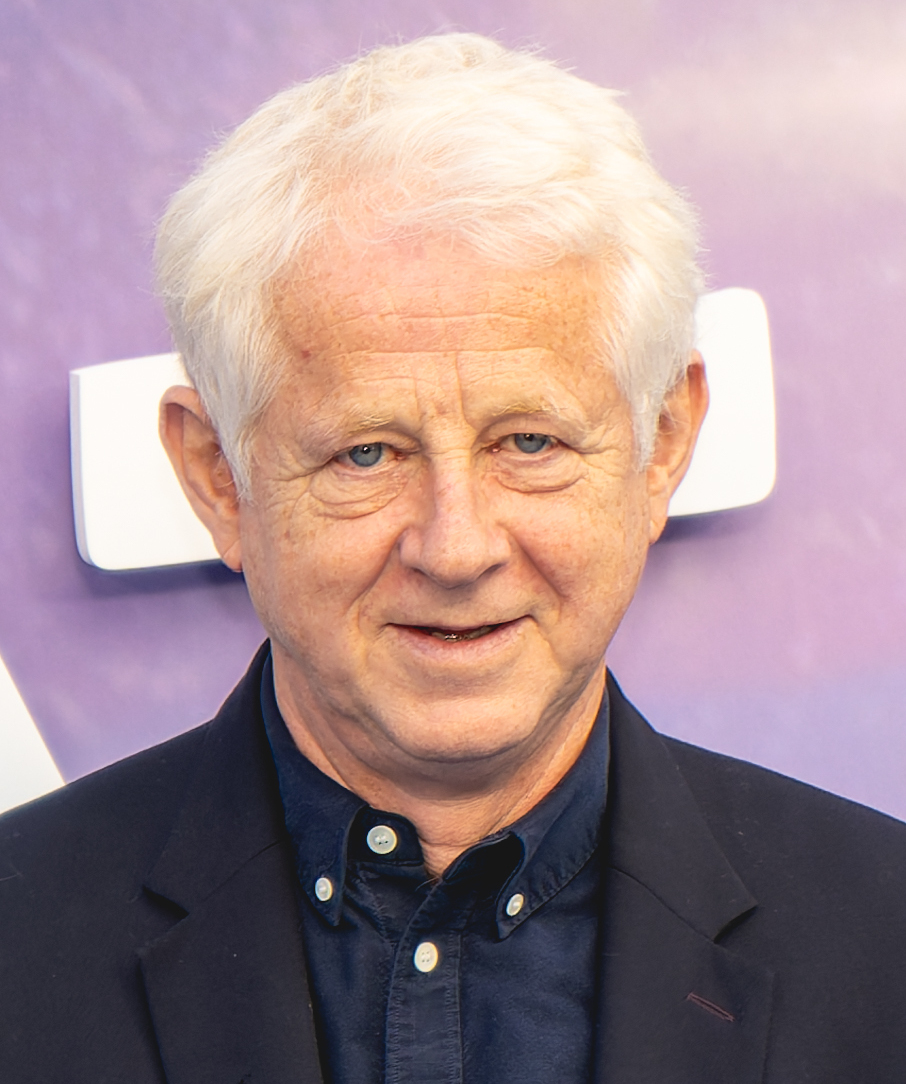
Em 2024, no Festival de Cinema de Londres

Richard Whalley Anthony Curtis, CBE, (Nova Zelândia, 8 de Novembro de 1956) é um roteirista, diretor e produtor neozelandês naturalizado britânico, mais bem conhecido pelos filmes Notting Hill, Four Weddings and a Funeral, Cavalo de Guerra, About Time e Love Actually e pelas séries de televisão Blackadder e Mr. Bean. Curtis também roteirizou o musical Mamma Mia! Here We Go Again, com estreia em Julho de 2018.
Em 2024, ele recebeu o Prêmio Humanitário Jean Hersholt por ser "um brilhante contador de histórias cômicas cujos enormes esforços de caridade incorporam o significado do Prêmio Humanitário Jean Hersholt".

## Vida pessoal
Filho de um executivo da Unilever, Richard Curtis e sua família moraram em diferentes países durante sua infância; dentre eles, Suécia e Filipinas. Uma parte de sua família ainda vive em Sydney, na Austrália. Curtis vive na Inglaterra desde seus 11 anos de idade. Começou sua educação em Papplewick School, Ascot, antes de ganhar uma bolsa de estudos em Harrow School, escola da qual ele mais tarde foi diretor. Ele obteve um grau de primeira-classe em Língua Inglesa e em Literatura pela faculdade Christ Church, na Universidade de Oxford. Foi em Oxford que Richard conheceu Rowan Atkinson, com quem começou a trabalhar posteriormente. Richard Curtis é casado com a locutora de rádio e editora de roteiros Emma Freud, filha de Sir Clement Freud, neto do psicanalista Sigmund Freud. Eles têm quatro filhos juntos.

## Início da carreira
Curtis era um co-escritor, ao lado de Philip Pope, do single "Meaningless Songs (In Very High Voices)", do grupo The Hee Bee Gee Bees, lançado em 1980 para parodiar o estilo de uma série de hits da banda Bee Gees. Ele então começou a escrever comédias para filmes e televisão.
Richard era um escritor regular na série de televisão Not the Nine O'Clock News, onde ele escreveu muitas das canções do show juntamente com Howard Goodall e frequentemente com Rowan Atkinson.
Com Atkinson, trabalhou entre 1983 e 1989 na série Blackadder, com cada sessão sobre uma era diferente da história britânica. Entre 1990 e 1995, ficou ao ar a comédia Mr. Bean.